# Batorów
Batorów (niem. Friedrichsgrund) – osiedle w Szczytnej, położone w województwie dolnośląskim, w powiecie kłodzkim, w gminie Szczytna.

## Podział administracyjny
Dawniej samodzielna wieś i gmina jednostkowa. Od 1945 w Polsce, gdzie ustanowiła gromadę w gminie Szczytna w powiecie kłodzkim w województwie wrocławskim. W związku z reformą administracyjną kraju jesienią 1954 Batorów wszedł w skład nowo utworzonej gromady Szczytna. 31 grudnia 1959 gromadę Szczytna zniesiono w związku z nadaniem jej statusu osiedla, przez co Batorów stał się integralną częścią Szczytnej. 1 stycznia 1973 osiedle Szczytna otrzymało status miasta, w związku z czym Batorów został obszarem miejskim.
W latach 1975–1998 miejscowość administracyjnie należała do województwa wałbrzyskiego.

## Położenie i opis
Wieś założona w około 1770 r. wraz z hutą szkła na skraju Gór Stołowych. Liczne domy z XIX wieku, przydrożne figury świętych i krzyże. Powyżej wsi na zboczu wzniesienia Hanula (650 m n.p.m.) znajduje się zespół kalwarii z barokową kaplicą pod wezwaniem św. Anny z 1770 r. W kościółku znajdują się zabytkowe, kryształowe żyrandole (wyrób miejscowej huty szkła). Przez wieś przepływa Czerwona Woda. Woda w potoku ma kolor rdzawy, ponieważ w środkowym biegu odwadnia Wielkie Torfowisko Batorowskie. Batorów był niegdyś własnością majora Leopolda von Hochberga, właściciela neogotyckiego zamku na Szczytniku w Szczytnej. W Batorówku – przysiółku Batorowa – znajdowała się dawna osada drwali i kurzaków (osób zajmujących się wypalaniem węgla drzewnego) założona u schyłku XVIII wieku. Obecnie znajduje się tu parking, gospodarstwo i pole namiotowe oraz leśniczówka. W górnej części wsi, przy drodze w Cygańskim Wąwozie, wyrobisko górnicze – pozostałość po kamieniołomie piaskowca.

## Szlaki turystyczne
- droga Szklary-Samborowice – Jagielno – Przeworno – Gromnik – Biały Kościół – Żelowice – Ostra Góra – Niemcza – Gilów – Piława Dolna – Góra Parkowa – Bielawa – Kalenica – Nowa Ruda – Przełęcz pod  Krępcem – Sarny – Tłumaczów – Gajów – Radków – Skalne Wrota – Pasterka – Przełęcz między  Szczelińcem Wlk. a Szczelińcem Małym – Karłów – Lisia Przełęcz – Białe Skały – Skalne Grzyby – Batorówek – Batorów – Skała Józefa – Duszniki-Zdrój – Schronisko PTTK „Pod Muflonem” – Szczytna – Zamek Leśna – Polanica-Zdrój – Łomnicka Równia – Huta – Bystrzyca Kłodzka – Igliczna – Międzygórze – Przełęcz Puchacza[9],
- Polanica-Zdrój – Batorów – Skała Józefa – Skały Puchacza – Karłów[2].